# Giovanni Kessler
Giovanni Kessler (* 11. Juni 1956 in Trient) ist ein italienischer Jurist und Politiker.

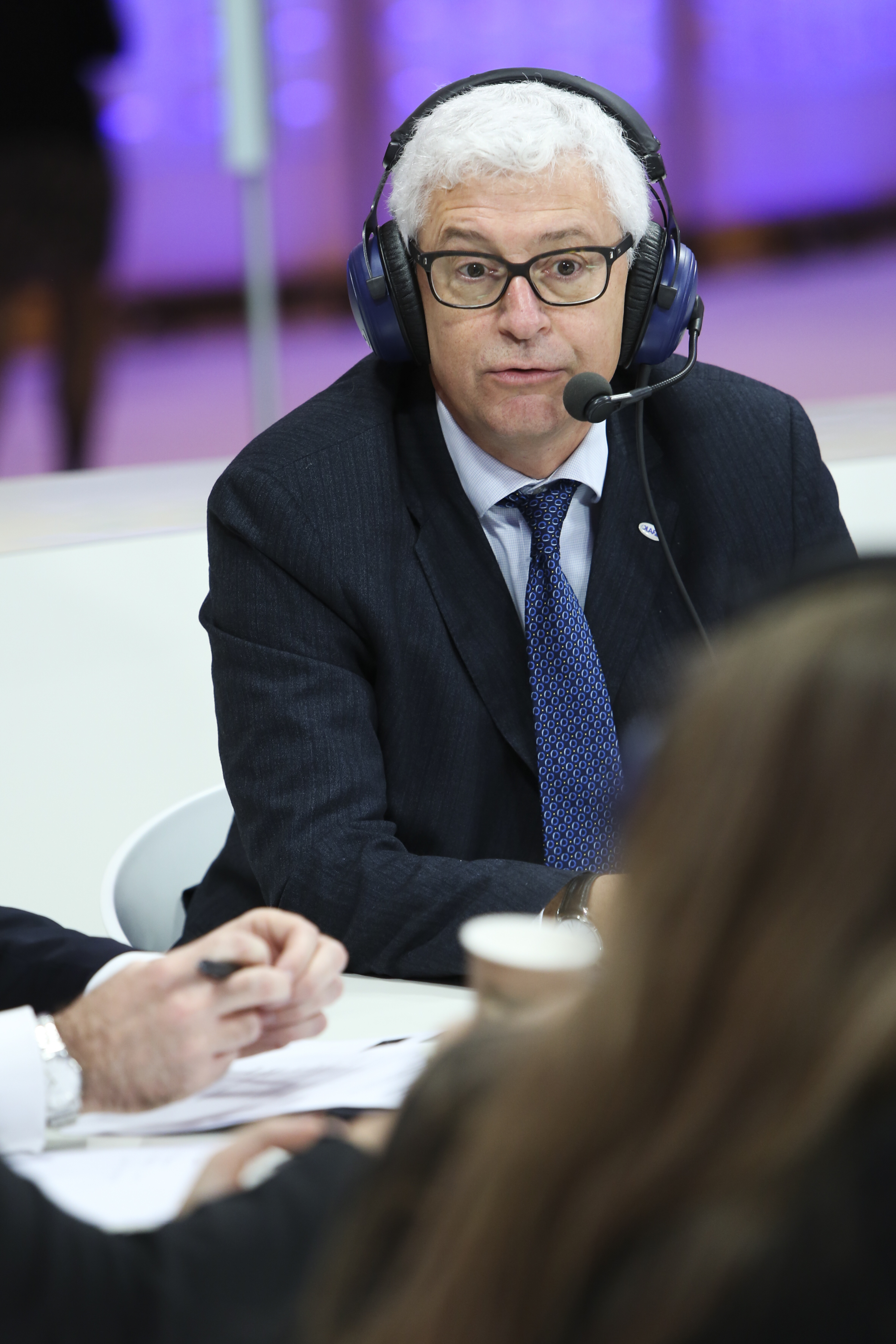
Giovanni Kessler im Europäischen Parlament in Brüssel im Dezember 2014

Der Sohn des Trentiner Politikers Bruno Kessler absolvierte in Trient das Humanistische Gymnasium Liceo Arcivescovile und anschließend an der Universität Bologna ein Studium der Rechtswissenschaft. Von 1987 bis 1995 arbeitete er als stellvertretender Staatsanwalt am Landesgericht Trient, wo er insbesondere gegen Drogenschmuggel und organisierte Kriminalität, im Zuge der Tangentopoli-Affäre Anfang der 1990er-Jahre aber auch gegen Trentiner Politiker Ermittlungen anstellte. Von 1995 bis 1997, als er für die Staatsanwaltschaft Caltanissetta auf Sizilien tätig war, lag sein Arbeitsschwerpunkt in Untersuchungen gegen die Mafia von Gela; während seiner Zeit bei der Staatsanwaltschaft Bozen von 1997 bis 2001 beschäftigte er sich mit Delikten auf europäischer Ebene.
Kessler fungierte als Experte und Berater für den Themenkomplex Südost-/Osteuropa und Kriminalität sowohl bei italienischen Ministerien als auch bei der Europäischen Kommission und beim Europarat. 1998 und 1999 war er stellvertretender Leiter der Kosovo Verification Mission der OSZE, für die er in den folgenden Jahren noch in mehreren Wahlbeobachtungsmissionen tätig war.
Im Jahr 2001 wurde Kessler für die Democratici di Sinistra, damals Teil des Ulivo-Bündnisses, für fünf Jahre in die italienische Abgeordnetenkammer gewählt. Von 2003 bis 2006 war er Vizepräsident der Parlamentarischen Versammlung der OSZE, von 2006 bis 2008 Hoher Kommissar der Regierung Prodi im Kampf gegen Fälschung. 2006 begann auch Kesslers Engagement in der Regionalpolitik, wo er sich um die Gründung der Trentiner Sektion des Partito Democratico (PD) verdient machte. Im Jahr 2008 wurde er in den Trentiner Landtag, Regionalrat Trentino-Südtirol und anschließend zum Landtagspräsidenten gewählt. In der Amtsperiode 2009/2010 war er Präsident der Konferenz der Europäischen Regionalen Gesetzgebenden Parlamente.
Trotz seines Status als Exponent einer Oppositionspartei erhielt Kessler Unterstützung von Seiten der Regierung Berlusconi für seine Bewerbung um den Posten des Leiters des Europäischen Amts für Betrugsbekämpfung (OLAF). Am 14. Dezember 2010 ernannte die Europäische Kommission Kessler, der fließend Deutsch und Englisch spricht, zum neuen OLAF-Generaldirektor. Am 26. Januar 2011 trat er vom Amt des Trentiner Landtagspräsidenten zurück, am 14. Februar verzichtete er auch auf sein Landtagsmandat.
Am 15. September 2017 reichte er bei der EU seinen Rücktritt ein, um Chef der Zollbehörde Italiens (Agenzia delle Dogane) zu werden. Trotz Protesten im Parlament drückte die italienische Regierung seine Berufung durch; er wurde am 16. Oktober zum Direktor ernannt.

## Dalligate
Im Rahmen des Rücktritts von Kommissar John Dalli wurde Kessler 2013 vorgeworfen, unter anderem Telefongespräche illegal abgehört und Zeugen unter Druck gesetzt zu haben. Deshalb forderte unter anderem die deutsche Europaabgeordnete Ingeborg Gräßle (CDU) seinen Rücktritt vom Amt des OLAF-Generaldirektors.